# Devon Morris
Devon Morris (ur. 22 stycznia 1961) – jamajski lekkoatleta, specjalizujący się w długich biegach sprinterskich, trzykrotny uczestnik letnich igrzysk olimpijskich (Los Angeles 1984, Seul 1988, Barcelona 1992), srebrny medalista olimpijski z Seulu w biegu sztafetowym 4 x 400 metrów.

## Sukcesy sportowe
| Rok  | Miasto       | Zawody                                | Konkurencja                      | Wynik                  |
| ---- | ------------ | ------------------------------------- | -------------------------------- | ---------------------- |
| 1987 | Indianapolis | igrzyska panamerykańskie              | sztafeta 4 × 400 m               | brązowy medal          |
| 1987 | Rzym         | mistrzostwa świata                    | sztafeta 4 × 400 m               | 6. miejsce             |
| 1988 | Seul         | igrzyska olimpijskie                  | sztafeta 4 × 400 m               | srebrny medal          |
| 1989 | Duisburg     | letnia uniwersjada                    | sztafeta 4 × 400 m               | złoty medal            |
| 1990 | Seattle      | igrzyska Dobrej Woli                  | sztafeta 4 × 400 m               | srebrny medal          |
| 1990 | Meksyk       | igrzyska Ameryki Środkowej i Karaibów | sztafeta 4 × 400 m               | złoty medal            |
| 1991 | Tokio        | mistrzostwa świata                    | sztafeta 4 × 400 m               | brązowy medal          |
| 1991 | Sewilla      | halowe mistrzostwa świata             | bieg na 400 m sztafeta 4 × 400 m | złoty medal 6. miejsce |
| 1993 | Toronto      | halowe mistrzostwa świata             | bieg na 400 m sztafeta 4 × 400 m | 5. miejsce             |

## Rekordy życiowe
- bieg na 200 metrów – 20,67 – Plainview 14/05/1988
- bieg na 400 metrów – 45,07 – Russellville 24/05/1986
- bieg na 400 metrów – 46,17 – Sewilla 10/03/1991